# Dogliani
Dogliani (piemontesisch Dojan) ist eine Gemeinde in der italienischen Provinz Cuneo (CN), Region Piemont.

## Lage und Einwohner
Dogliani liegt knapp 50 km nordöstlich von der Provinzhauptstadt Cuneo entfernt, in der Langhe. Das Gemeindegebiet umfasst eine Fläche von 35 km² und hat 4587 Einwohner (Stand 31. Dezember 2023). Zur Gemeinde gehören auch die Dörfer und Weiler Fossato, Giachelli, Gombe, Masanti, Pian del Troglio und Taricchi.
Die Nachbargemeinden sind Belvedere Langhe, Bonvicino, Bossolasco, Cissone, Farigliano, Lequio Tanaro, Monchiero, Monforte d’Alba, Roddino und Somano.

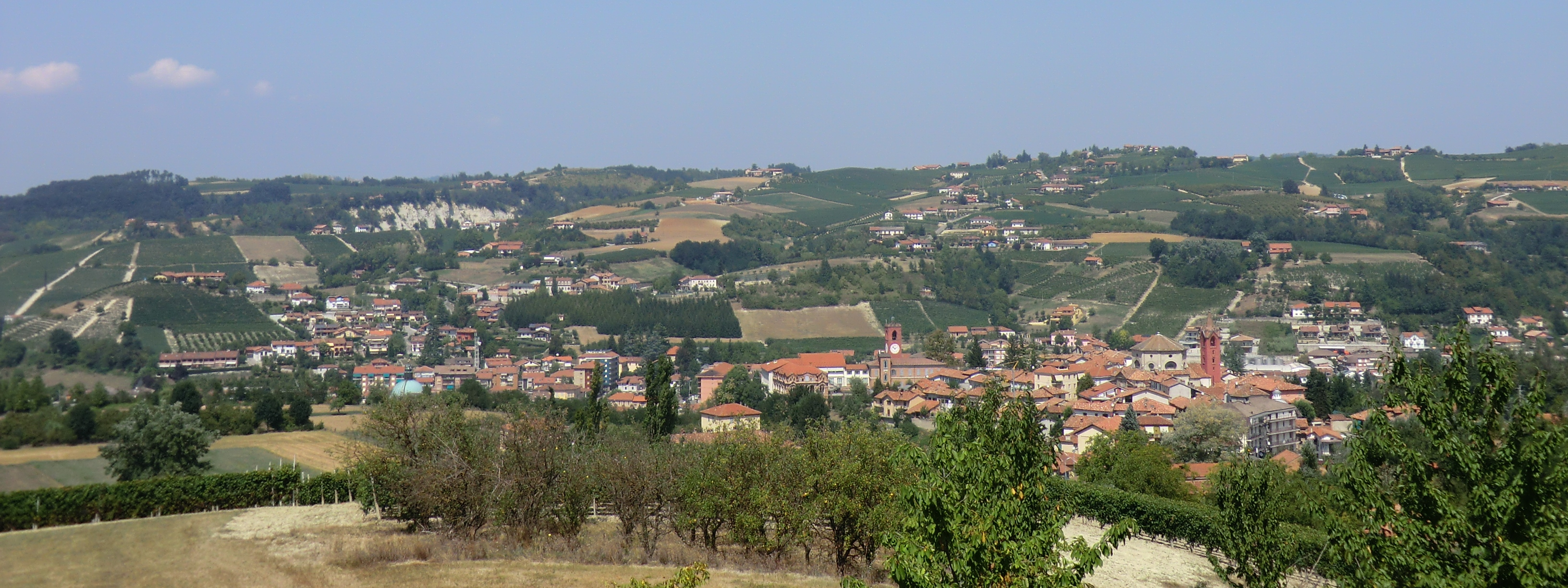
Panorama

## Geschichte

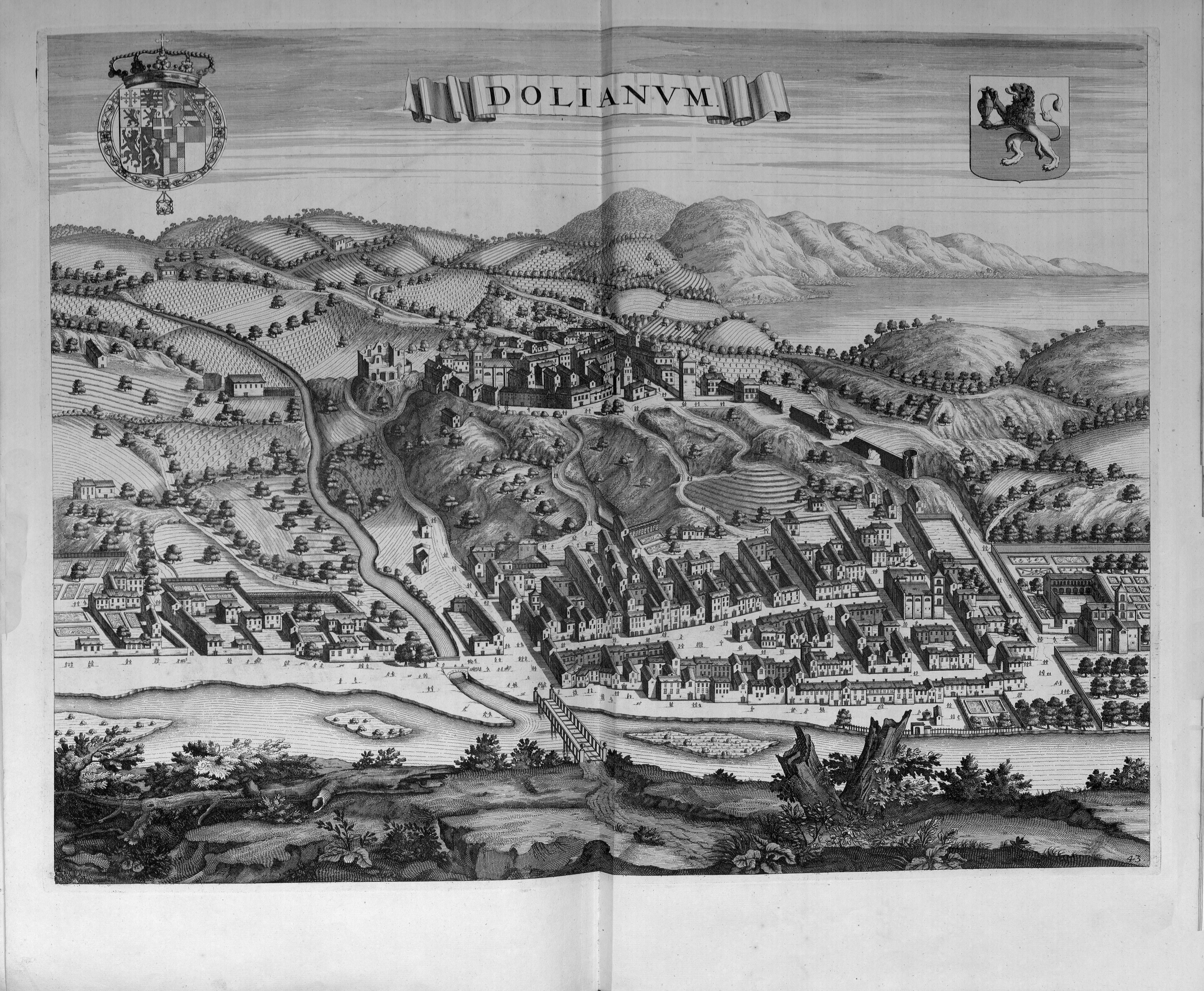
Dogliani 1726

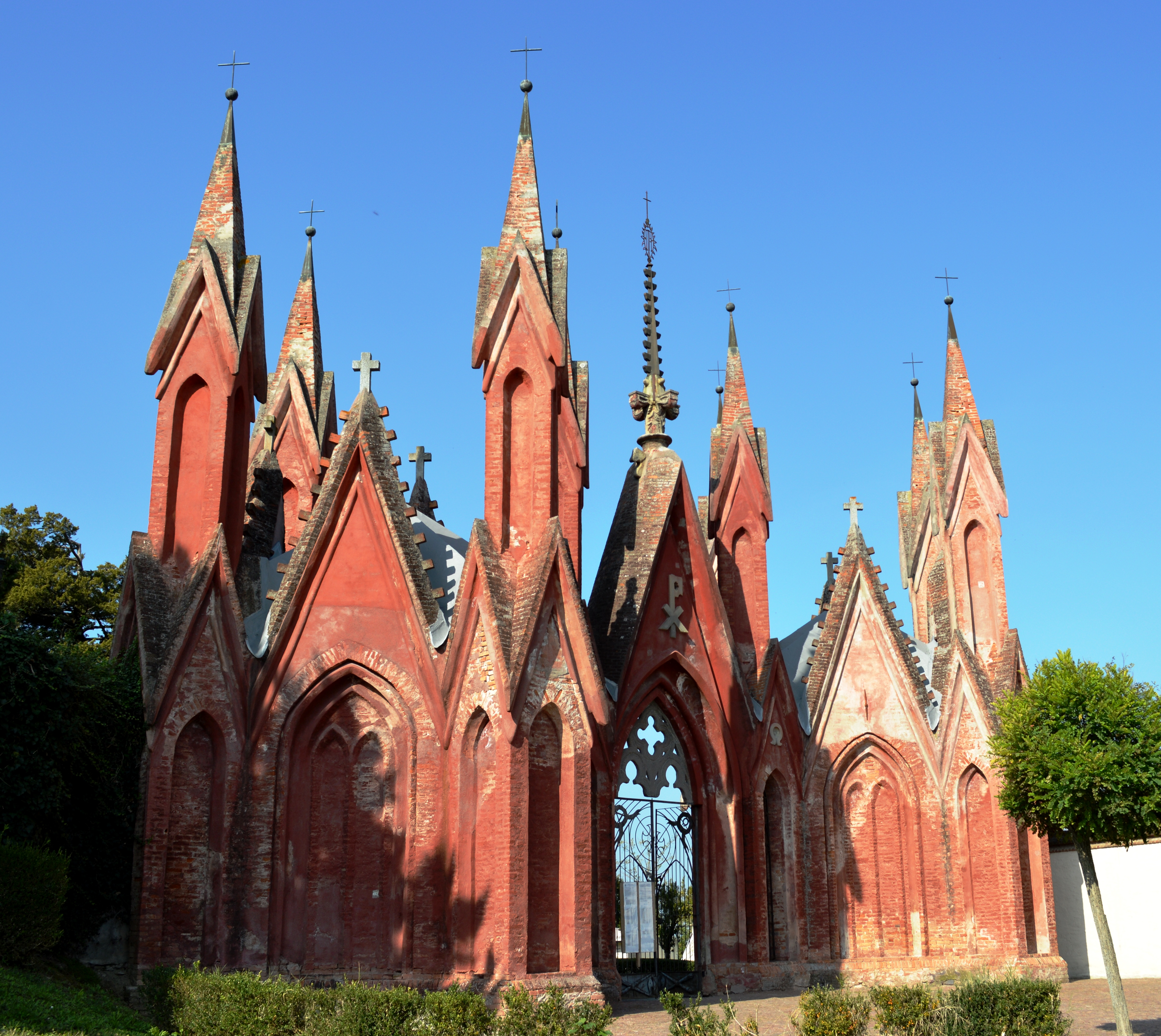
Friedhof von Dogliani

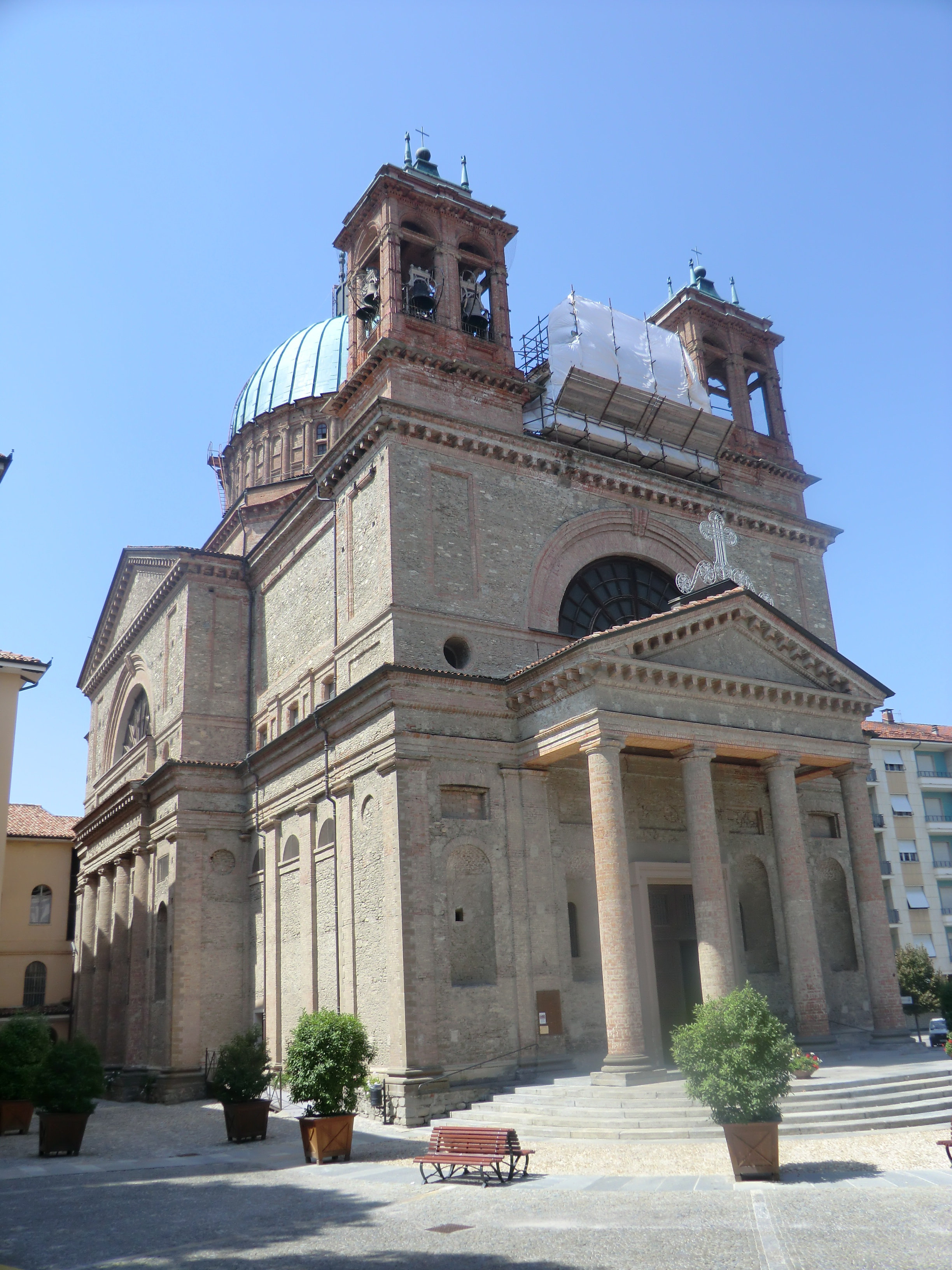
Kirche Santi Quirico e Paolo

Das Gebiet war bereits in vorrömischer Zeit besiedelt. Sowohl anhand der Toponymie als auch neuerer Funde gibt es tatsächlich Hinweise auf die Besiedelung durch die ligurische und keltische Bevölkerung. Zwischen dem 1. und 2. Jahrhundert n. Chr. war es ein römisches Anwesen. Die Funde aus dieser Zeit sind zahlreich, insbesondere in der Nähe von San Quirico, wo auch das Vorhandensein einer Nekropole festgestellt wurde.
Während der Spätkaiserzeit (Zeit des Niedergangs des Römischen Reiches, vom Ende des 3. Jahrhunderts n. Chr. bis 476) verlagerte sich das bewohnte Zentrum in Richtung der Pfarrkirche. Später zog es weiter und suchte rund um das befestigte Gebiet, das Castrum, Schutz, um sich gegen die Plünderungen und Überfälle der Ungarn und Sarazenen zu verteidigen (10. Jahrhundert).
Im frühen Mittelalter (5.–10. Jahrhundert) war es Teil des Kreises Alba und ging dann an die Aleramici del Vasto und die Markgrafen von Busca über. Im 12. Jahrhundert erhielt es mit den Dogliani-Konventionen seine erste kommunale Autonomie. In dieser Zeit, bis etwa zur Mitte des 15. Jahrhunderts, war die Stadt Schauplatz innerer Kämpfe, in deren Protagonisten die Familien Monferrato, Saluzzo, Acaia und Visconti waren.
Im 16. Jahrhundert wurde Dogliani aufgrund des Krieges zwischen Franz I. und Karl V. zur Sicherung der Vorherrschaft in Europa zunächst von den Franzosen und dann von den Spaniern besetzt.
Mit dem Vertrag von Lyon im Jahr 1601 ging Dogliani zusammen mit anderen Städten an die Familie Savoyen über, die es wiederum den Solaro di Moretta und den Solaro del Borgo als Lehen gab. Mit der napoleonischen Zeit taten die sogenannten „Befreier“ nichts anderes, als die früheren Ausbeuter zu ersetzen, und die Stadt konnte nichts anderes tun, als sich den französischen Gesetzen zu unterwerfen (vielleicht eingedenk der Brände, die Marsaglia, Castellino und Belvedere Langhe niederbrannten).
Die Porta Soprana mit ihrem Spitzbogen aus dem 15. Jahrhundert und die Kirche Santi Quirico e Paolo, ein Nachbau aus dem 19. Jahrhundert, der auf der alten Pfarrkirche aus dem 12. Jahrhundert errichtet wurde, sind bemerkenswerte Bauten.
Am Ortseingang stehen die monumentalen roten Säulen des Dogliani Friedhofs. Die neogotischen Türme des Eingangs sind das berühmtestes Werk des allgegenwärtigen Giovanni Battista Schellino, erbaut in der zweiten Hälfte des 19. Jahrhunderts.
Der Bahnhof wurde 1874 eingeweiht und blieb bis 1994 in Betrieb, als die Überschwemmung die Strecke verwüstete, was zur Schließung der Bahnstrecke Bra-Ceva und damit zum endgültigen Ende des Dienstes führte. Seitdem wurden weder der Bahnhof noch die Bahnstrecke wiederhergestellt, sondern im Gegenteil Anfang der 2000er Jahre die Oberleitung entfernt und die Gleise komplett entfernt.
Im Jahr 2016 wurde in Turin das Mobilitätsprojekt MetroGranda vorgestellt, eine leichte U-Bahn-Linie, die die Hauptzentren der Provinz Cuneo über die alten Linien Saluzzo-Cuneo, Cuneo-Mondovì, Mondovì-Bastia-Bra, Bra-Cavallermaggiore und Cavallermaggiore verbinden soll. Das Projekt würde daher den Wiederaufbau der Strecke Bastia-Bra und die anschließende Wiedereröffnung des Bahnhofs selbst umfassen. Derzeit ist aber keine weitere Planung vorgesehen.

## Kulinarische Spezialitäten
Die Gemeinde gibt dem berühmten Rotwein Dolcetto di Dogliani ihren Namen. Die Beeren der Rebsorten Spätburgunder und/oder Chardonnay dürfen zum Schaumwein Alta Langa verarbeitet werden.

## Gemeindepartnerschaften
- Jarnac, Département Charente, seit 2000
- Lautertal, Odenwald, seit 2016

## Persönlichkeiten
- Giovanni Battista Borra (1712–1786), Zeichner und Architekt
- Giovanni Battista Schellino (1818–1905), Architekt.
- Giulio Einaudi (1912–1999), Verleger
- Michele Ferrero (1925–2015), Unternehmer und Eigentümer des Süßwarenherstellers Ferrero